# Осас-Сюар
Оса́с-Сюа́р (фр. Ossas-Suhare) — коммуна во Франции, находится в регионе Аквитания. Департамент — Атлантические Пиренеи. Входит в состав кантона Монтань-Баск. Округ коммуны — Олорон-Сент-Мари.
Код INSEE коммуны — 64432.

## География

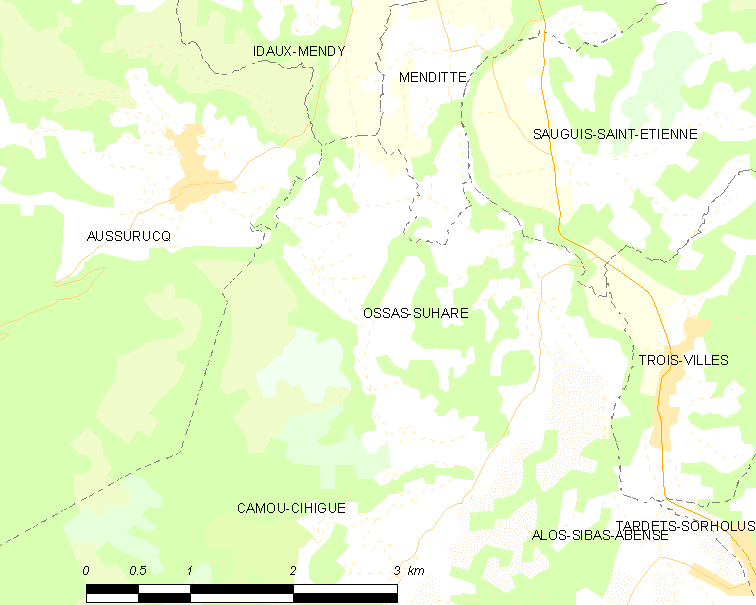
Карта коммуны

Коммуна расположена приблизительно в 690 км к югу от Парижа, в 195 км южнее Бордо, в 50 км к юго-западу от По.
На востоке коммуны протекает река Сезон.

### Климат
Климат тёплый океанический. Зима мягкая, средняя температура января — от +5°С до +13°С, температуры ниже −10 °C бывают редко. Снег выпадает около 15 дней в году с ноября по апрель. Максимальная температура летом порядка 20-30 °C, выше 35 °C бывает очень редко. Количество осадков высокое, порядка 1100 мм в год. Характерна безветренная погода, сильные ветры очень редки.

## Население
Население коммуны на 2010 год составляло 86 человек.
| 1962 | 1968 | 1975 | 1982 | 1990 | 1999 | 2010 |
| ---- | ---- | ---- | ---- | ---- | ---- | ---- |
| 166  | 156  | 123  | 71   | 100  | 83   | 86   |

## Администрация
| Период | Период | Фамилия           | Партия | Примечания |
| ------ | ------ | ----------------- | ------ | ---------- |
| 1995   | 2014   | Жан-Пьер Инсагаре |        |            |
| 2014   | 2020   | Андре Эчеверрья   |        |            |

## Экономика
В 2010 году среди 49 человек трудоспособного возраста (15-64 лет) 39 были экономически активными, 10 — неактивными (показатель активности — 79,6 %, в 1999 году было 70,0 %). Из 39 активных жителей работали 33 человека (17 мужчин и 16 женщин), безработных было 6 (4 мужчины и 2 женщины). Среди 10 неактивных 3 человека были учениками или студентами, 6 — пенсионерами, 1 был неактивным по другим причинам.

## Достопримечательности
- Церковь Св. Киприана (XIX век)[4]
- Пещера Сазизилоага (поздний палеолит). Исторический памятник с 1953 года[5]

## Фотогалерея

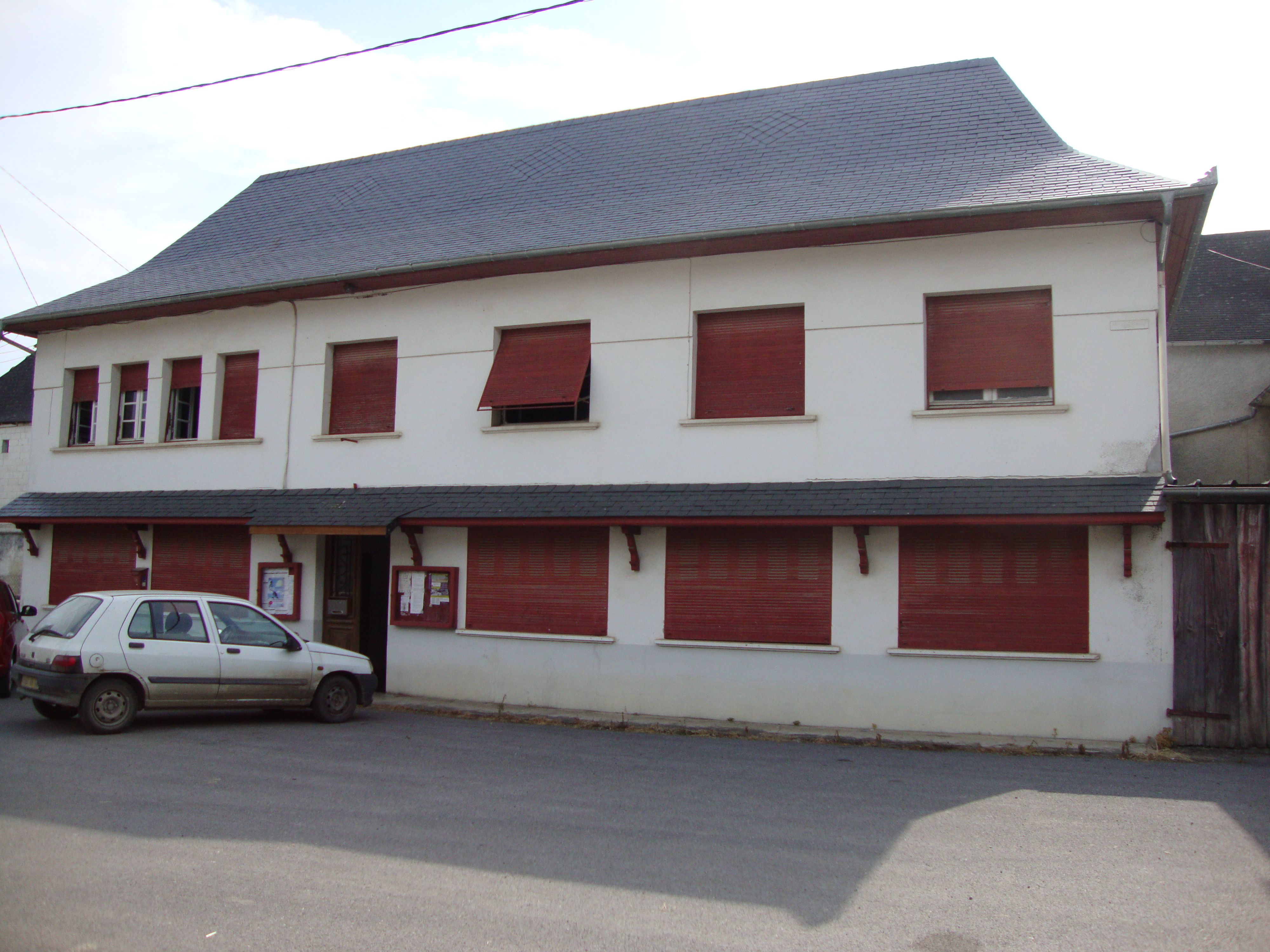
Мэрия
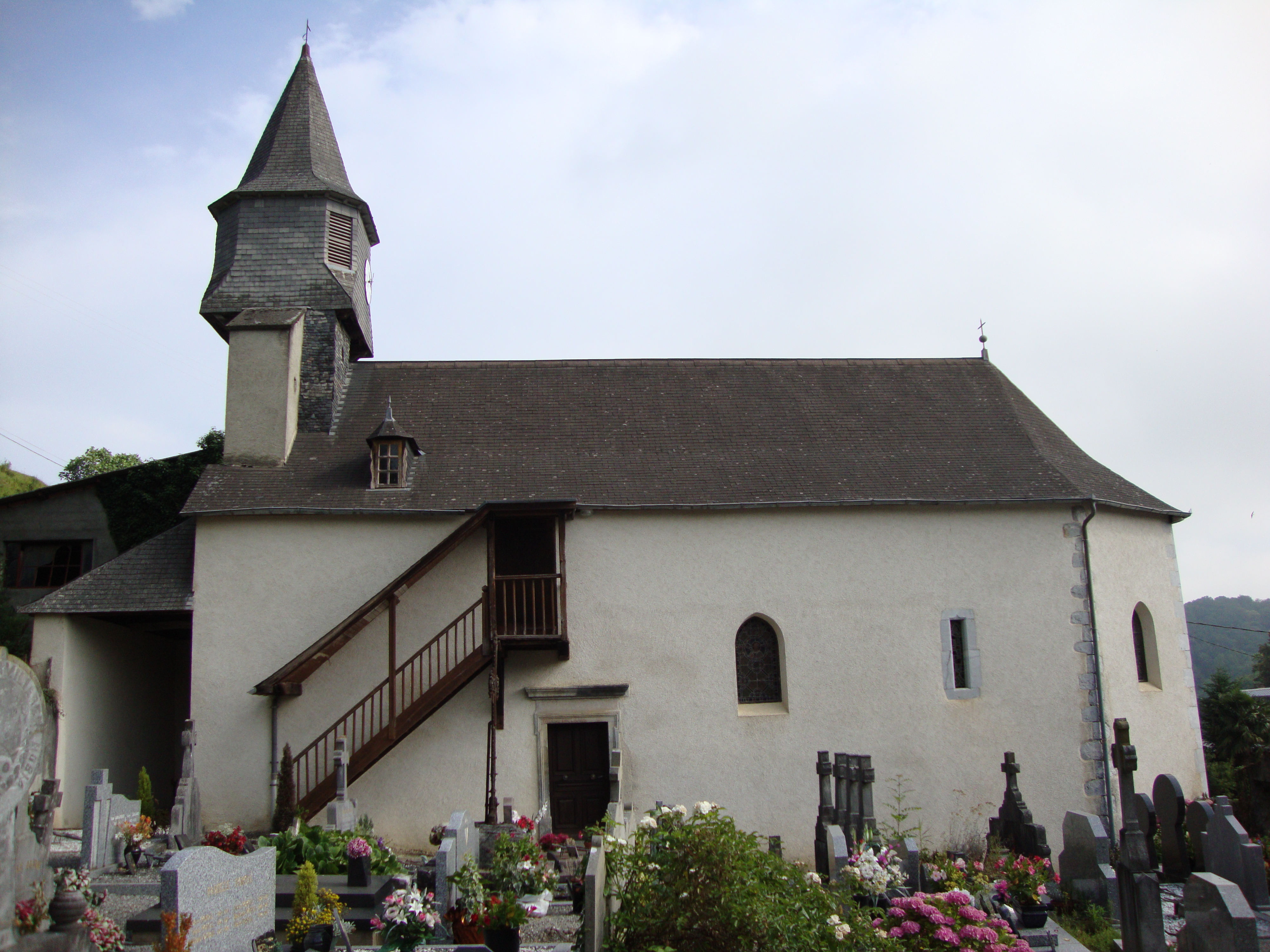
Церковь Св. Киприана в деревне Осас
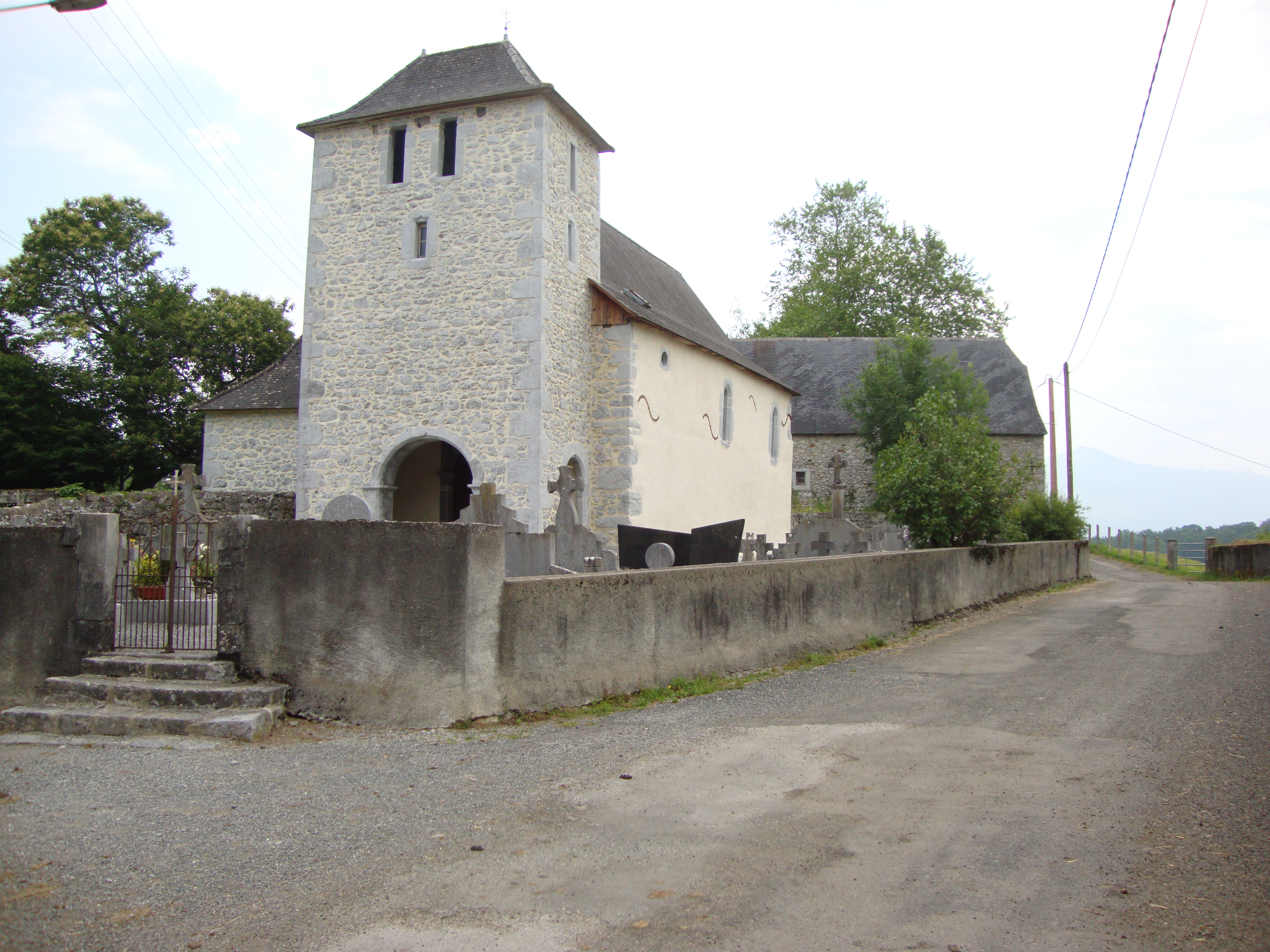
Церковь в деревне Сюар
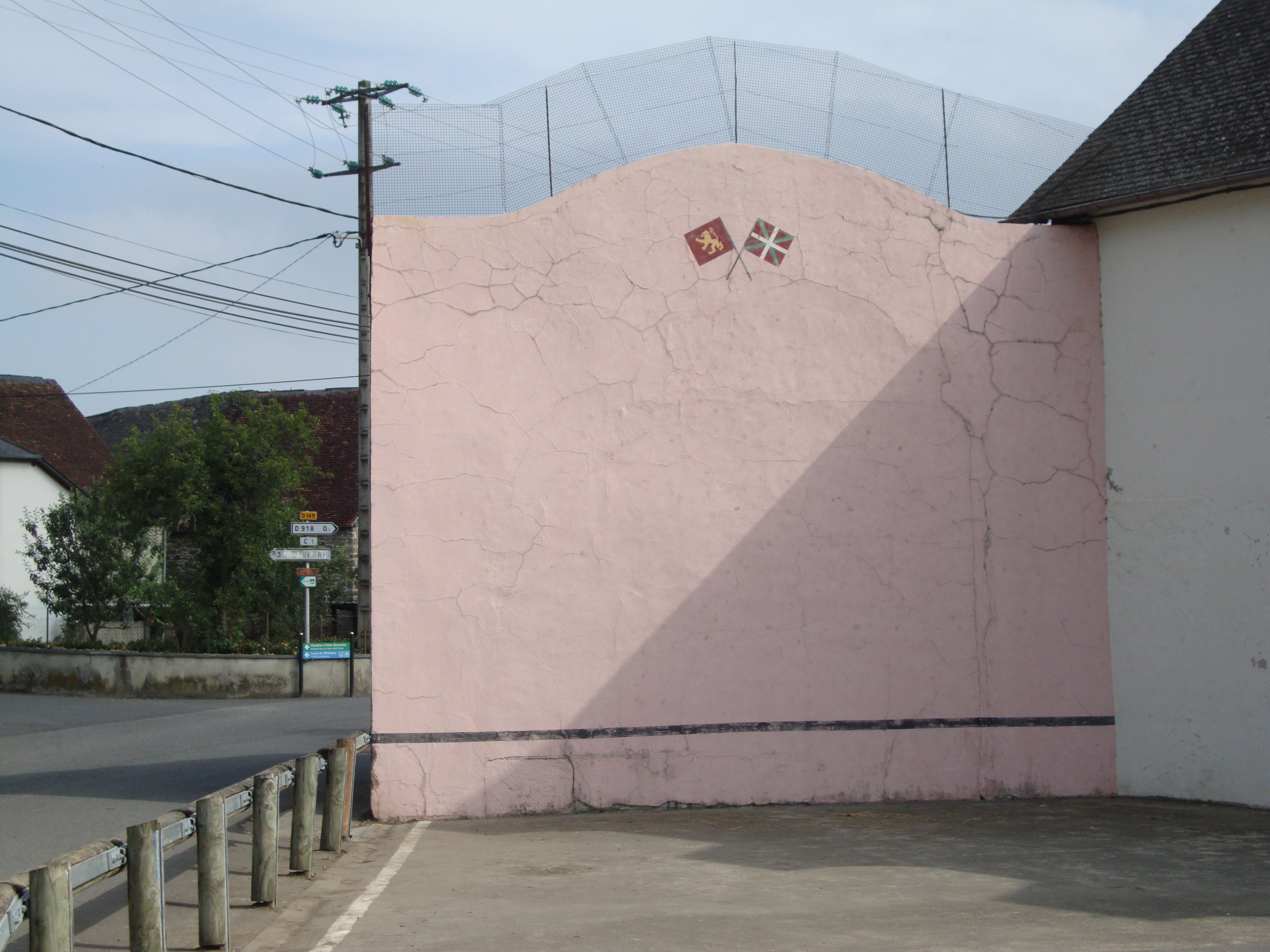
Фронтон (площадка для игры в пелоту)
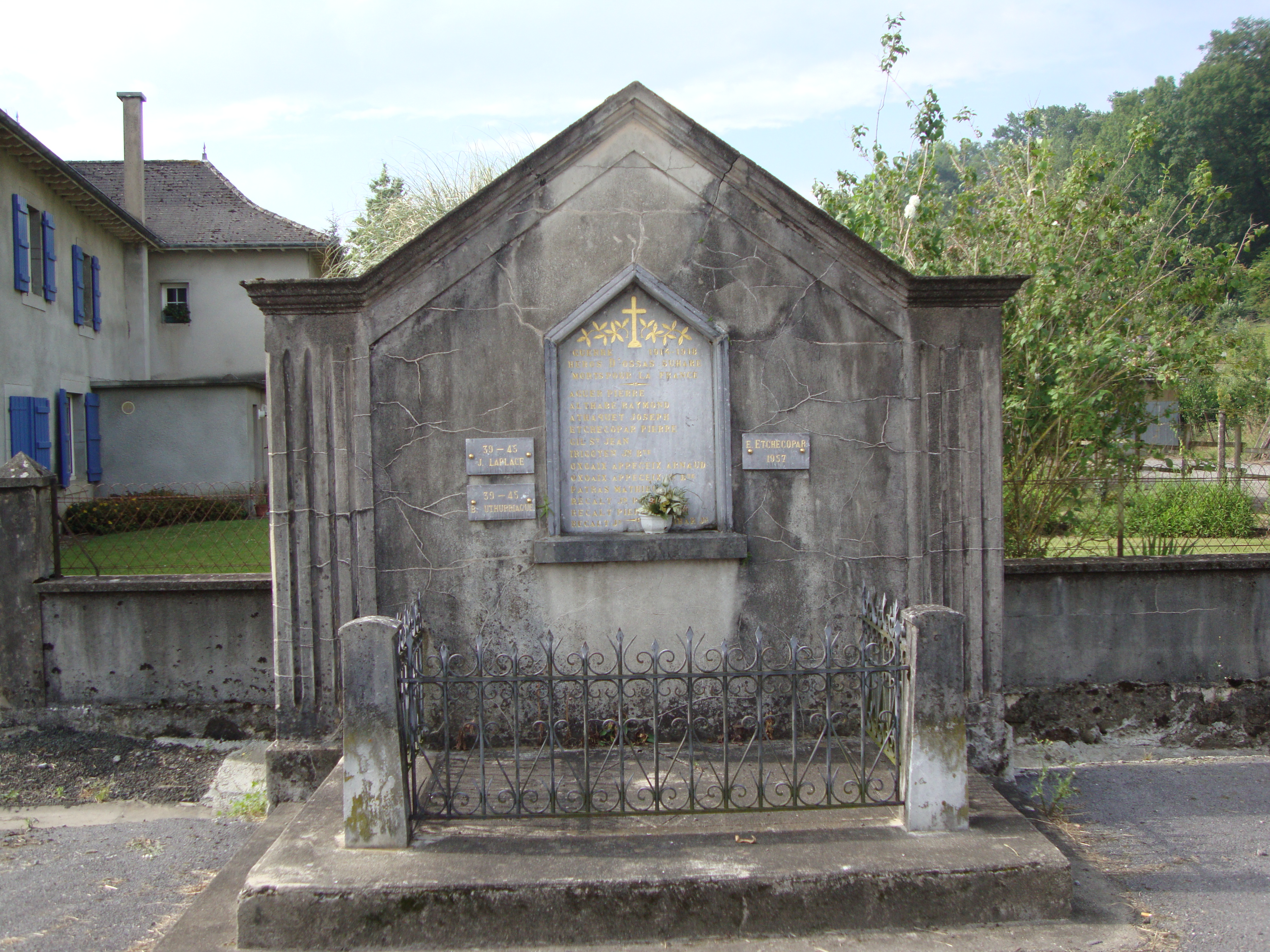
Военный мемориал